# Pinus tecunumanii
Pinus tecunumanii es una especie de pino de la familia Pinaceae, comúnmente conocida como Pino Rojo, pino tecun uman, y pino Rojo. El epíteto específico, tecunumanii,  se refiere a Tecún Uman, el líder maya quiché que defendió su patria contra los conquistadores españoles.

## Clasificación y descripción
Puede alcanzar alturas de hasta 55 m y un diámetro de 50-90 cm con fuste recto y limpio de ramas hasta 40-60% de su altura. Se reconoce fácilmente porque presenta una copa pequeña y compacta, cónica, con ramas delgadas y cortas. La corteza es de color gris rojizo, áspera y fisurada en la base del fuste, más lisa y rojiza en la parte superior; se exfolia en escamas, la corteza interna es de color rojo anaranjado. Tiene hojas en forma de aguja, se encuentran en fascículos agrupadas en cuatro (algunas veces 3 o 5), de 12-25 cm de largo, más o menos pendulosas, abiertas, de color verde claro. Las flores masculinas ocurren al final de las ramitas; las femeninas son cónicas, pequeñas, de color café claro verdoso, con pedúnculos largos y delgados, escasos y dispersos en la copa. Los conos son pequeños de 7 x 3.5 cm, brillosos, con apariencia barnizada, se pueden encontrar solitarios o en pares y ocasionalmente en grupos de tres. Las semillas son puntiagudas, pequeñas, color café claro, jaspeadas, con una ala membranosa color café claro, con rayas oscuras, muy quebradiza.

## Distribución
Se le encuentra frecuentemente en los valles fértiles o cañones de los ríos, formando pequeños rodales puros o en mezcla con P. oocarpa; en tierras más altas tiende a fusionarse con P. maximinoi y bosques de latifoliadas como encinos. En sitios más bajos puede encontrarse en mezcla con P. caribaea a 440 – 2200 m s. n. m. Se distribuye en México (Guerrero, Oaxaca y Chiapas); Guatemala; Belice; Honduras; El Salvador y Nicaragua.
Esta especie ha sido plantada en muchos países de los trópicos y subtrópicos, por el Instituto Forestal de Oxford y CAMCORE. Originalmente en ensayos de adaptación y evaluación de procedencias y progenies y luego se han establecido en grandes plantaciones. Los países con los mayores programas de evaluación son Australia, Brasil, Colombia, Malawi, Sur África, Suazilandia, Venezuela y Zimbabue.

## Ambiente
P. tecunumanii tiene un amplio rango altitudinal, desde 440 hasta 2800 m s. n. m. La distribución de la especie parece estar determinada por la geología y la precipitación, con ocurrencia en sitios de suelos moderadamente fértiles y profundos, ligeramente ácidos a neutros (pH 4.5-7) y bien drenados, con precipitaciones de 790 a 2400 mm y temperaturas de 14 a 25 °C, aunque puede soportar heladas ligeras.  Puede crecer tanto en áreas donde llueve a lo largo de todo el año como en sitios con estaciones secas de hasta seis meses. Se le encuentra frecuentemente en los valles fértiles o cañones de los ríos, formando pequeños rodales puros o en mezcla con P. oocarpa; en tierras más altas tiende a fusionarse con P. maximinoi y bosques de latifoliadas. En sitios más bajos puede encontrarse en mezcla con P. caribaea.

## Estado de conservación
El Pinus tecunumanii  tiene niveles medios a altos de diversidad genética en comparación con otras especies de pino. Aunque no está en un peligro inmediato de desaparición, los madereros y la expansión agrícola pueden provocar una disminución su calidad genética o destruirán por completo algunas poblaciones. Basado en evaluaciones que se realizaron en Chiapas y Centroamérica, el 30% de las poblaciones de P. tecunumanii están gravemente amenazadas, el 60% son vulnerables y el 10% tienen riesgo reducido. De las mejores procedencias de semilla, Yucul, Nicaragua y Montebello, Chiapas, parecen bien protegidos. En la actualidad, el P. tecunumanii es uno de los pinos mejor conservados ex situ. Actualmente es una especie que no se encuentra en México bajo alguna categoría de protección de acuerdo a la NOM-059- ECOL- SEMARNAT- 2010. Se considera una especie Vulnerable (A2cd+4cd; B2ab(II,III,v)) en la lista roja de especies de la IUCN.

## Usos
La madera es de gran versatilidad y se usa para construcción pesada, construcción interior (puertas y marcos de ventanas), postes tratados, contrachapado, muebles, artesanías y artículos torneados. Es considerado el pino con mejor forma del fuste de todos los pinos de México y América Central.